# Vacheron Constantin
Vacheron Constantin er en schweizisk virksomhed, der producerer luksusure. Firmaet er en del af Richemont-gruppen. Det blev grundlagt i 1755 af urmageren Jean-Marc Vacheron og er dermed et af verdens ældste urmærker, der stadig bliver produceret. I 1819 sluttede Francis Constantin sig til foretagendet.
Der er ansat ca. 500 medarbejdere i hele verden, heraf ca. 400 i deres afdelinger Geneve og Vallée de Joux.
Tidligere ejere af Vacheron Constantin-ure inkluderer Napoleon Bonaparte, pave Pius 11., hertugen af Windsor og Harry Truman.
Sammen med Patek Philippe og Auduemars Piguet regnes firmaet som en af "de tre store".